# Rateltikker

Bij rood licht tikt de rateltikker.
Bij groen licht ratelt de rateltikker.

Een rateltikker is een geluidshulp voor voetgangers bij een verkeerslicht.
Het apparaat tikt wanneer de voetganger moet wachten en ratelt als het verkeerslicht groen is. Veelal is er ook een tussenstand met een afwisseling tussen tikken en ratelen. Deze geeft aan dat de weg vrijgemaakt moet worden, wat qua bedoeling overeenkomt met een knipperend groen voetgangerslicht. 
De rateltikker dient als hulp voor visueel gehandicapten, zoals blinden en slechtzienden die zonder auditief signaal niet veilig kunnen oversteken.
Het apparaat wordt ingebouwd in het verkeerslicht, gewoonlijk in de paal. Echter, lang niet alle kruisingen hebben een rateltikker, en soms zijn ze zo gemonteerd dat het lastig is om uit te maken voor welke richting deze bedoeld is. Ook worden ze soms 's nachts uitgeschakeld wegens geluidshinder. Er bestaat daarom ook een rateltikker-app voor gebruik met smartphones. De camera wordt op het licht gericht om te zien of het rood of groen is.
1. ↑  Met de gratis rateltikker-app OKO van AYES kunnen blinden en slechtzienden weer veilig oversteken. IO (21 januari 2022). Geraadpleegd op 21 januari 2024.